# Croton alnoideus
Espèce
Croton alnoideus est une espèce de plantes à fleurs du genre Croton et de la famille des Euphorbiaceae, peut-être originaire du Brésil.
Il a pour synonyme :
- Oxydectes alnoidea, (Baill.) Kuntze